# Paranotoniscus montanus
Paranotoniscus montanus är en kräftdjursart som beskrevs av Barnard 1932. Paranotoniscus montanus ingår i släktet Paranotoniscus och familjen Styloniscidae. Inga underarter finns listade i Catalogue of Life.